# Кочетков Дмитро Олександрович
 Дмитро Олександрович Кочетков — альпініст та військовий медик, старший солдат окремого загону спеціального призначення НГУ «Азов» Національної гвардії України, учасник російсько-української війни, що загинув у ході російського вторгнення в Україну в 2022 році.

## Життєпис
Дмитро Кочетков народився 28 липня 1979 року в селищі Буди на Харківщині. Після закінчення загальноосвітньої школи навчався в Харківському автотранспортному технікумі. 
Ще зі шкільних років захоплювався альпінізмом: був членом Харківського клубу альпіністів. Він здійснив багато сходжень, зокрема на Казбек. З 2015 року ніс військову службу в зоні АТО на Донбасі, служив у лавах ОЗСП в/ч 3057. Брав участь у Широкинській операції. Служив у медичній частині, евакуював поранених побратимів з поля бою, неодноразово був нагороджений.  
Утім, про його смерть стало відомо лише на початку травня 2022 року. Про втрату повідомив президент Федерації альпінізму та скелелазіння Харківської області Геннадій Копейка. 
В березні 2022 року нагороджений орденом "За мужність" ІІІ ступеня, але не встиг його отримати. У середині травня 2022 року нагороджений орденом «За мужність» ІІ ступеня посмертно. Жив та навчався в місті Харків в школі N54. Після школи навчався в Харківському автотранспортному технікумі. 
Захоплювався альпінізмом з юних років. Піднявся на багато гірських вершин. Бував в горах Грузії, Киргізії, Кавказу, Казахстану та України. Пізніше, після тяжкої травми, став також бігати марафони.
Починаючи з 2014 року допомагав полку Азов визволяти Маріуполь. Спершу як волонтер, а з 2015 року на постійній основі.
З моменту початку повномасштабної війни Росії проти України захищав Маріуполь, займався евакуацією поранених та загиблих побратимів під обстрілами загарбників.
Загинув 19 квітня 2022 року на Азовсталі від пулі снайпера при виконанні бойового завдання, прикрив собою побратима.
Посмертно нагороджений орденом "За мужність" 2 степеня. Має численні нагороді як за заслуги в спорті, так і за участь в бойових діях при захисті Батьківщини. На його честь названо вулицю в Харкові.

## Нагороди
- Орден «За мужність» II ступеня (2022, посмертно) — за особисту мужність і самовіддані дії, виявлені у захисті державного суверенітету та територіальної цілісності України, вірність військовій присязі[6];
- Орден «За мужність» III ступеня (2022) — за особисту мужність і самовіддані дії, виявлені у захисті державного суверенітету та територіальної цілісності України, вірність військовій присязі, зразкове виконання службового обов'язку[7].